# شاه فولادی
شاه فولادی با بلندی ٥٢۰۰ متر از سطح دریا مرتفع ترین قله رشته کوه بابا میباشد. این قله در میان ولایت بامیان و ولایت میدان وردک قرار دارد در کوه پایه های شاه فولادی ناشناخته ترین مناظر طبیعی بامیان، حوض های بزرگ طبیعی آب وجود دارد که شبیه بندهای آب بند امیر بوده، بر فراز سلسله کوه های بابا قرار دارد و از عجایب جهان، به شمار می رود. این حوض ها در پاییز(خزان) زمستان و بهار منجمد و در تابستان ها چشم انداز های زیبایی به وجود می آورند.
در دامنه های شاه فولادی مناطق سرسبز و جنگل های وحشی و خودرویی وجود دارد که در سال ۱۳۹۴ به عنوان اولین منطقه حفاظت شده افغانستان اعلام شد.
برای اولین بار دو بانوی کوهنورد افغان به بلندترین قله کوه بابا قدم گذاشتند؛ این دو بانو شاه فولادی را در ٢١ آوریل ٢۰٢١ فتح نمودند.